# Кириллов, Иван Николаевич
Иван Николаевич Кириллов — разведчик, вначале — дивизиона 693-го артиллерийского полка (238-я стрелковая дивизия, 50-я армия, 2-й Белорусский фронт), впоследствии — 540-го армейского миномётного полка (49-я армия).

## Биография
Иван Николаевич Кириллов родился в крестьянской семье в селе Петухово Петуховской волости Томского уезда Томской губернии (в настоящее время Томский район Томской области). Окончил 7 класов школы в селе Богашёво, работал в колхозе.
8 июня 1942 года Томским горвоенкоматом был призван в ряды Красной армии. Через 2 недели на фронтах Великой Отечественной войны.
23 января 1944 года в районе посёлка Красная Поляна Чаусского района Могилёвской области телефонист дивизиона управления Кириллов под огнём противника трижды восстанавливал перебитую телефонную связь. Приказом по дивизии от 25 июля 1944 года он был награждён медалью «За отвагу».
28 июня 1944 года при форсировании реки Днепр и освобождении города Могилёв (Белоруссия) уничтожил нескольких солдат противника и  3-х взял в плен. 7 июля 1944 года в бою за деревню Алексеевка (Минский район) уничтожил 6 солдат противника и 3-х взял в плен. Приказом по 238-й дивизии  от 27 июля 1944 года он был награждён орденом Славы 3-й степени.
В районе населённого пункта Гуты-Дуже (Мазовецкое воеводство) 15 — 17 января 1945 года рядовой разведчик Кириллов, находясь в боевых порядках пехоты выявил 3 станковых и 4 ручных пулемёта. По его целеуказаниям пулемёты были уничтожены огнём миномётной батареи. Кроме того, он участвовал в отражении 2-х контратак противника, уничтожив из своего автомата 6 солдат противника. Приказом по 49-й армии от 22 февраля 1945 года он был награждён орденом Славы.
25—2 марта 1945 года в боях за город Олива (6 км северо-западнее города Данциг, в настоящее время район Гданьска) за два дня обнаружил 22 огневых точки неприятеля, которые затем огнём дивизиона были подавлены. 28—29 марта 1945 года в составе стрелковых подразделений форсировал реку Висла в районе города Данциг, в бою уничтожил 8 солдат противника. По его целеуказаниям подавлены орудие и 3 пулемёта, истреблено много солдат и офицеров противника.  Указом Президиума Верховного Совета СССР от 15 мая 1946 года рядовой Кириллов был награждён орденом Славы 1-й степени.
В 1946 году Кириллов демобилизовался. Жил в городе Пермь. Работал на обувной фабрике, заводе «Металлоштамп», в типографии.
Скончался Иван Николаевич Кириллов 28 апреля 1962 года.